# Mutnofret
| # | G15 | nfr | f&r&t |

| # | G15 | nfr | f&r&t |

Mutnofret (egip. “Mut jest piękna”) – królowa za panowania XVII dynastii, drugorzędna żona Totmesa I i matka Totmesa II.
Opierając się na używanych wobec niej tytułach córki i siostry króla uważa się, że mogła być córką Ahmosego i siostrą Amenhotepa I jednakże główną żoną Totmesa I była Ahmes.
Możliwe, że Mutnofret była również matką innych synów Totmesa I Amenmosego, Wadżmosego, Ramosego.
Królowa została ukazana w świątyni wybudowanej przez jej wnuka Totmesa I w Deir el-Bahari; na steli odkrytej w Ramesseum; na kolosalnych posągach jej synach i na posągu dedykowanym jej przez Totmesa II, który odkryto w kaplicy grobowej Wadżemosego. Dowodzi to twierdzenia, że Mutnofret przeżyła panowanie swojego syna.